# Мазановский район
Мазановский муниципальный округ — административно-территориальная единица (район) и муниципальное образование (муниципальный район) в Амурской области России.
Административный центр — село Новокиевский Увал.

## География
Район расположен в центральной части Амурской области, в бассейне низовьев реки Селемджи. Граничит на севере с Зейским, на востоке — с Селемджинским районами и Хабаровским краем, на юго-востоке — с Ромненским, на юго-западе — с Серышевским и Свободненским, на западе — с Шимановским районами.
Гидрография
По территории района протекают две судоходные реки: Зея и Селемджа. Селемджа делит район по рельефу на слабоволнистые заболоченные озёрно-аллювиальные равнины к югу и сопочно-котловинную Зейско-Селемджинскую высокую таёжную равнину предгорий хребта Джагды. Средняя температура января −31,1 °C, июля +20 °C, годовое количество осадков — 550—580 мм. Речная сеть — реки бассейна Зеи, Селемджи и их притоков — Орловки, Норы, Ульмы и Томи. Крупнейшие пойменные озера — Длинное и Песчаное.
Природа
Севернее Селемджи, на гривах произрастают рощи чёрной берёзы. В долинах рек — луга и болота. Вдоль русел рек — урёмные леса из ольхи, черёмухи, тополя, ивы. Почвы бурые лесные, скрытоподзолистые. К югу лиственнично-белоберёзовые леса на подзолистых серых лесных почвах. Фауну представляют бурый медведь, соболь, лось, росомаха, косуля, изюбрь, волк, заяц-беляк, белка, горностай, рысь, колонок, ондатра, сибирская красная полёвка. Из птиц — беркут, каменный глухарь, рябчик, серый гусь, гуменник, лебедь-кликун, крохаль, шилохвость, чирок-свистунок, утка-косатка, кряква, дальневосточный аист, чернеть, кукушка, дрозд, серый сорокопут, мухоловка, чёрная синица, ястреб, сова, чёрный и большой пёстрый дятлы. В реках водятся лососёвые (таймень, ленок, сиг), амурский хариус, налим и гольян, в озёрах — серебряный карась и щука.
Почва
Почвы в районе маломощные, супесчаные. Последние геоботанические обследования почв проводились в 1974 году. На декабрь 2004 года не используется свыше 77 000 гектаров пашни.
Полезные ископаемые
Район богат полезными ископаемыми. Гаринское месторождение железной руды — открыто в 1949 году методом аэромагнитной съёмки. Является одним из крупнейших на Дальнем Востоке, связано с горными породами протерозойской эры. Содержание металла в руде — 37,1 %, запасы — 360 млн тонн. Полиметаллические руды. Золото россыпное, добывается драгами и старательским способом на севере района.
На территории района расположены большие залежи строительных материалов: глины, суглинки, пески, известняки. В шести километрах от с. Новокиевский Увал находится месторождение глин, пригодных для изготовления кирпича, керамзита. Из поделочных камней имеются в районе халцедоны, яшма.

## История
Территория Мазановского района заселялась русскими переселенцами в 1880—1890 годы. Самые первые переселенцы расположились по берегам рек Зеи и Бирмы, основав села Красноярово, Белоярово, Молчаново, Мазаново, Бичура, Каничи. Активному заселению богатейшего края способствовала в начале XX века новая волна переселенцев (столыпинская реформа) из центральных губерний России, с Украины, из Молдавии. С 1902 по 1910 годы в районе возникло 25 сел.
Мазановский район образован в январе 1926 года в составе Амурского округа Дальневосточного края. 30 июля 1930 Амурский округ, как и большинство остальных округов СССР, был упразднён, его районы отошли в прямое подчинение Дальневосточного края. 20 октября 1932 года решением ВЦИК и СНК РСФСР о новом территориальном делении и районировании края район был включён в состав созданной Амурской области.
Центр Мазановского района до 1928 года был расположен в селе Мазаново, на берегу реки Зеи. В районе часто бывали большие наводнения, самое разрушительное из которых случилось в 1928 году. Были затоплены многие села. Разбушевавшиеся Зея и Селемджа разрушали и уносили дома, хозяйственные постройки, были затоплены поля с урожаем и снесены стога заготовленного на зиму сена. После наводнения районный центр решено было перенести в место на возвышенности, находящееся в 8 километрах от села Мазаново, возле села Новокиевка. В этом селе в то время в основном жили переселенцы с Украины. По-украински Бугор, возвышенность называется увалом. Отсюда и получил своё название Новокиевский Увал. Полное название Новокиевский Увал появилось в 1930-е годы. Село находится в 8 километрах от пристани Мазаново и в 80 от железнодорожной станции Арга.
С 1 января 2006 года в соответствии с Законом Амурской области от 3 декабря 2004 года № 384-ОЗ на территории района образованы 15 муниципальных образований (сельских поселений).

## Население
| 1959    | 1970    | 1979    | 1989    | 1990    | 1995    | 2000    |
| ------- | ------- | ------- | ------- | ------- | ------- | ------- |
| 17 487  | ↗20 757 | ↘19 998 | ↗20 393 | ↗20 535 | ↘19 287 | ↘16 696 |
| 2001    | 2002    | 2003    | 2004    | 2009    | 2010    | 2011    |
| ↘16 300 | ↘16 028 | ↘15 900 | ↘15 600 | ↘14 967 | ↘14 803 | ↘14 729 |
| 2012    | 2013    | 2014    | 2015    | 2016    | 2017    | 2018    |
| ↘14 425 | ↘14 090 | ↘13 787 | ↘13 609 | ↘13 502 | ↘13 386 | ↘13 210 |
| 2019    | 2020    | 2021    | 2023    |         |         |         |
| ↘12 959 | ↘12 717 | ↘9720   | ↘9373   |         |         |         |

## Муниципально-территориальное устройство
В Мазановский район входят 12 муниципальных образований со статусом сельских поселений:
| №  | Сельское поселение       | Административный центр | Количество населённых пунктов | Население (чел.) | Площадь (км²) |
| -- | ------------------------ | ---------------------- | ----------------------------- | ---------------- | ------------- |
| 1  | Белояровский сельсовет   | село Белоярово         | 3                             | ↘899             | 272,54        |
| 2  | Дмитриевский сельсовет   | село Дмитриевка        | 5                             | ↘493             | 238,48        |
| 3  | Краснояровский сельсовет | село Красноярово       | 5                             | ↘899             | 300,28        |
| 4  | Мазановский сельсовет    | село Мазаново          | 1                             | ↘388             | 42,88         |
| 5  | Майский сельсовет        | посёлок Ивановский     | 2                             | ↘297             | 1428,75       |
| 6  | Молчановский сельсовет   | село Молчаново         | 3                             | ↘734             | 253,00        |
| 7  | Новокиевский сельсовет   | село Новокиевский Увал | 6                             | ↘4296            | 164,23        |
| 8  | Новороссийский сельсовет | село Новороссийка      | 2                             | ↘204             | 575,62        |
| 9  | Практичанский сельсовет  | село Практичи          | 2                             | ↘258             | 428,21        |
| 10 | Путятинский сельсовет    | село Путятино          | 2                             | ↘298             | 597,12        |
| 11 | Сапроновский сельсовет   | село Сапроново         | 4                             | ↘640             | 386,08        |
| 12 | Угловской сельсовет      | село Угловое           | 3                             | ↘297             | 990,14        |

Законом Амурской области от 7 мая 2015 года № 538-ОЗ был упразднён Романкауцкий сельсовет, влитый в Новокиевский сельсовет.
Законом Амурской области от 7 мая 2015 года № 539-ОЗ был упразднён Маргаритовский сельсовет, влитый в Дмитриевский сельсовет.
Законом Амурской области от 07.07.2022 № 128-ОЗ упразднен Богословский сельсовет, территория включена в межселенную территорию.

## Населённые пункты
В Мазановском районе 40 населённых пунктов.
| №  | Населённый пункт  | Тип     | Население | Муниципальное образование |
| -- | ----------------- | ------- | --------- | ------------------------- |
| 1  | Абайкан           | село    | →4        | Угловской сельсовет       |
| 2  | Алексеевка        | село    | ↘36       | Сапроновский сельсовет    |
| 3  | Антоновка         | село    | ↘35       | Краснояровский сельсовет  |
| 4  | Белоярово         | село    | ↘907      | Белояровский сельсовет    |
| 5  | Бичура            | село    | ↗134      | Дмитриевский сельсовет    |
| 6  | Богословка        | село    | ↘235      | межселённая территория    |
| 7  | Дмитриевка        | село    | ↘168      | Дмитриевский сельсовет    |
| 8  | Дружное           | село    | →21       | Новокиевский сельсовет    |
| 9  | Ивановский        | посёлок | ↘424      | Майский сельсовет         |
| 10 | Каменка           | село    | ↗11       | Белояровский сельсовет    |
| 11 | Каничи            | село    | →58       | Дмитриевский сельсовет    |
| 12 | Козловка          | село    | ↘73       | межселённая территория    |
| 13 | Кольцовка         | село    | ↘38       | Сапроновский сельсовет    |
| 14 | Красноярово       | село    | ↗981      | Краснояровский сельсовет  |
| 15 | Леонтьевка        | село    | →70       | Краснояровский сельсовет  |
| 16 | Мазаново          | село    | ↘388      | Мазановский сельсовет     |
| 17 | Майский           | посёлок | ↘84       | Майский сельсовет         |
| 18 | Маргаритовка      | село    | ↘329      | Дмитриевский сельсовет    |
| 19 | Михайловка        | село    | ↘106      | Краснояровский сельсовет  |
| 20 | Молчаново         | село    | ↘455      | Молчановский сельсовет    |
| 21 | Новокиевка        | село    | →708      | Новокиевский сельсовет    |
| 22 | Новокиевский Увал | село    | ↘3872     | Новокиевский сельсовет    |
| 23 | Новороссийка      | село    | ↘278      | Новороссийский сельсовет  |
| 24 | Паутовка          | село    | ↘98       | Дмитриевский сельсовет    |
| 25 | Петровка          | село    | ↘119      | Краснояровский сельсовет  |
| 26 | Пионерский        | посёлок | ↗281      | Новокиевский сельсовет    |
| 27 | Поповка           | село    | ↘419      | Молчановский сельсовет    |
| 28 | Практичи          | село    | ↘385      | Практичанский сельсовет   |
| 29 | Путятино          | село    | ↘265      | Путятинский сельсовет     |
| 30 | Раздольное        | село    | ↘150      | Новокиевский сельсовет    |
| 31 | Романкауцы        | село    | ↘142      | Новокиевский сельсовет    |
| 32 | Сапроново         | село    | ↗544      | Сапроновский сельсовет    |
| 33 | Слава             | село    | →1        | Новороссийский сельсовет  |
| 34 | Сохатино          | село    | ↘75       | Практичанский сельсовет   |
| 35 | Спицыно           | село    | →0        | Молчановский сельсовет    |
| 36 | Таскино           | село    | ↘290      | Путятинский сельсовет     |
| 37 | Угловое           | село    | ↗530      | Угловской сельсовет       |
| 38 | Ульма             | село    | ↘116      | Угловской сельсовет       |
| 39 | Христиновка       | село    | ↘37       | Сапроновский сельсовет    |
| 40 | Юбилейное         | село    | →90       | Белояровский сельсовет    |

## Промышленность
Приоритетными отраслями промышленности в развитии экономики района по их доле в общем объёме промышленного производства являются:
- золотодобывающая (96—98 % в общем объёме промышленной продукции);
- переработка леса и производство мебели;
- местная пищевая промышленность (выпечка хлебобулочных изделий, производство макаронных и кондитерских изделий).

Производственные участки старательских артелей по добыче золота находятся в северной части Мазановского района:
- месторождение «Глубокое» — добычу ведут: ОАО а/с «Рассвет», ООО а/с «Озёрная», ЗАО а/с «Вектор», участок ООО а/с «Спутник» — «Отлогий»;
- месторождение р. Адамиха — участки: ЗАО а/с «Заря-1», ООО а/с «Спутник»;
- месторождение «Загадочное» — ОАО а/с «Майское», ООО а/с «Новый век»; ООО а/с «Агат»;
- месторождение р. Джелтулак Большой — ООО а/с «Восточная»;
- месторождение р. Некля, второй пласт — ООО а/с «Спутник».

За период с 2003 по 2006 год на территории района зарегистрировано 9 старательских артелей.
Производством мебели занимается ООО «Тайга». Продукция предприятия, изготавливаемая из натурального дерева, экспортируется за пределы области.
В отличие от золотодобывающей промышленности, производства мебели и заготовки леса, пищевая промышленность ориентирована на внутренний рынок района. Мазановское РАЙПО производит для жителей района хлебо-булочные и кондитерские изделия.

## Достопримечательности
На территории района находятся памятники природы: Дагмарский и Абайканский утёсы, Леонтьевский и Молчановский боры; 22 памятника истории и культуры.

## Археология
Археологические памятники:
- По реке Селемдже получила название верхнепалеолитическая селемджинская культура[32]. Керамика, выявленная на памятнике селемджинской культуры Усть-Ульма-1, датируется радиоуглеродным анализом органической составляющей формовочной массы в интервале 8900—12590 лет назад[33].
- громатухинская культура (ранний неолит) — река Громатуха (приток Зеи)
- осиноозёрская культура (неолит) — река Громатуха (приток Зеи)[34]
- XIII век — Даурские городища — сёла Мазаново, Практичи

## Транспорт
По территории Мазановского района проходят автодороги областного значения, соединяющие город Свободный и посёлок Серышево с райцентром Новокиевский Увал. От села Новокиевский Увал вверх по Селемдже идёт автодорога областного значения в «северный» Селемджинский район.
Федеральная дорога Чита — Хабаровск проходит у села Красноярово, расстояние от трассы до села Новокиевский Увал — 46 км.
Ближайшие станции Забайкальской железной дороги — Свободный и Арга — в 80 км к юго-западу от районного центра.